# Patrícia Pardo
Patrícia Pardo (Alacuás, 1975) es una directora, dramaturga, payasa, actriz y pedagoga española.

## Trayectoria
Comenzó con la técnica de payaso con Sergi Claramunt y se formó en la Escuela Municipal de Teatro de Aldaya. Fue la creadora de la compañía Nas Teatre junto a Lluna Albert, que dejó en 2005.
Desde el año 2007 es directora escénica y payaso de la compañía de circo contemporáneo Patricia Pardo, con la que ha actuado en América Latina, Europa y Australia.
Ha escrito para diferentes compañías y ha sido guionista de series online como Archibald in Valencia y de ficciones televisadas como Autoindefinits, Maniàtics o Evolució. Ha sido profesora de escritura dramática en el postgrado de la Universidad de Valencia, en el Aula Abierta de Escritura Creativa de la Universidad de Valencia y en la Escuela de Teatro Escalante. En el año 2010 fue responsable del curso Pensar la acción, escribir el circo del programa Lifelon Learning Programme Circonnection de la Unión Europea y para la Asociación Valenciana de Circo.
Ha impartido cursos de técnica clown, corporalidad y creación escénica para diferentes entidades y festivales, como Actores y Actrices Profesionales Valencianos, Creative Europe Programme, Espacio Rambleta, Escuela del Actor, entre otros; así como también ha sido ponente en eventos como el Festival Ruzafa Escénica, Festival Internacional de Mimo y Pantomima la Alegría del Silencio de Ecuador, los Encuentros Internacionales de Dramaturgia del Valldigna o la Muestra Internacional de Mimo (MIM) de Sueca. Además escribe para revistas especializadas, varios artículos sobre teatro, circo, la mujer y la creación escénica, las artes escénicas, el clown, entre otros.
En 2017 se editó el libro Patrícia Pardo. Obra escogida. 1996-2017, que recoge una selección de la obra teatral, circense y poética de Pardo con cómics, ilustraciones y collages de Alba Cobo, Esteban Hernández, Po Poy y César Sebastián.

## Obra (selección)
- 1999: Uno solo
- 2000: Circosis
- 2001: Días de ensalada
- 2004: A pedazos
- 2005: Concilia
- 2006: Construyendo en Verónica
- 2007: Augusta.[11]
- 2010: Comissura.[12][13]
- 2010: Cero Responsables
- 2012: Valèntia
- 2015: Cul Kombat.[14][15]
- 2020: La vaca que riu.[7][16]
- 2022: Madonna.[17][18]

## Reconocimientos
- 2001: Premio al Mejor Texto Escénia por Días de ensalada.
- 2005: Premio Max al Mejor Espectáculo Infantil por Momo.[17]
- 2007: Premio al Mejor Texto a los Premios Abril, por Construyendo en Verónica.
- 2010: Premio Aportación Teatral AAPV, por Cero Responsables.
- 2011: Premio Navarra de Teatro Infantil, por Fructuoso.[17]
- 2012: Premio del Festival Cumbre de las Américas de Argentina por Comissura (mejor interpretación y mención a la mejor obra tragicómica).[17]
- 2016: Premio del Público en el Festival Decorridos de Murcia por Comissura.
- 2017: Premio Most Mesmerizing Award del Gothenburg Fringe Festival y el premio del Festival Spirit Award Sweden, por Cul Kombat.[2][14]